# Póka László
Póka László, születési nevén Reinhart László (Arad, 1908. április 26. – Budapest, 1990. február 9.) magyar sebész, onkológus, egyetemi tanár, az orvostudományok kandidátusa (1958), doktora (1975), Póka Eszter (1944–2015) opera-énekesnő és Póka Balázs (1947) operaénekes apja.

## Élete
Reinhart Kálmán (1872–1945) állami szakiskolai igazgató és Sarlot Márta Jozefa Antónia fiaként született. Testvérei: Margit (1903) és Eszter Márta (1904). Apai nagyapja Sarlot Domokos (1844–1915) Arad rendőrfőkapitánya, a Ferenc József-rend lovagja, az Aradi Első Takarékpénztár elnöke.
A Debreceni Kegyestanítórendi Római Katolikus Calasanzi Szent József Reálgimnáziumban érettségizett (1926). Tanulmányait a debreceni Tisza István Tudományegyetem Orvostudományi Karán folytatta, ahol 1932. október 1-jén avatták orvosdoktorrá. Három évvel később sebészetből szakorvosi végzettséget szerzett. 
1936. február 1-től a budapesti Szent Rókus Kórház III. sz. Sebészeti Osztályának segédorvosa, 1938. július 1-jétől alorvosa, majd 1941. július 1-jétől adjunktusa volt. Közben ösztöndíjjal Hamburgban járt tanulmányúton. 1942-től 1959-ig az egri Szent Vince Kórház, majd a Heves megyei Kórház sebész főorvosaként, illetve igazgatójaként dolgozott.
1959-től 1969-es nyugalomba vonulásáig a Pécsi Orvostudományi Egyetem (POTE) I. Sebészeti Klinikájának tanszékvezető egyetemi tanára volt. Nevéhez köthető a mellkassebészeti és intenzív terápiás osztály létesítése, a korszerű orvosi kémiai laboratórium és az aneszteziológiai csoport megalakítása.
1970 szeptemberétől az Országos Onkológiai Intézet Sebészeti Osztályát vezette.
Több mint kilencven közleménye jelent meg, többségében idegen nyelven.
A budapesti Farkasréti temetőben nyugszik. (9/3-1-10)

## Művei
- A légyálcának és hatóanyagainak szerepe a sebkezelésben. (Gyógyászat, 1940, 36.)
- A nyílt törések aseptikus ellátása. (Gyógyászat, 1940, 41.)
- Az idegentestnyelők és az emésztőcsatornába jutott idegentestek. (Orvosi Hetilap, 1940, 43.)
- A carotis csomó daganatairól. (Gyógyászat, 1941, 3.)
- A lágyrészek elmeszesedése és elcsontosodása. (Budapesti Orvosi Újság, 1941, 10.)
- Érdekes esetek a sérülések köréből. Budapest, 1941
- A teljes gyomorkiirtás utáni állapot klinikai és laboratóriumi vizsgálatainak eredményeiről. Ringelhann Bélával, Kemény Tiborral, Kónya Zoltánnal. (Orvosi Hetilap, 1954, 27.)
- Intra- és extra-thoracalisan elhelyezkedő mediastinalis haemangioma. (Orvosi Hetilap, 1955, 34.)
- A gyomorrák pathologiájának klinikai értékelése. Tóth Antallal. (Orvosi Hetilap, 1957, 24.)
- A gyomorrák sebészeti gyógyításának időszerű kérdései. Kandidátusi értekezés. Budapest, 1958
- Újraélesztési esetek. Török Endrével, Szabó Lászlóval, Juhász Tiborral. (Orvosi Hetilap, 1959, 23.)
- A postresectios panaszok értékelése klinikai és laboratóriumi vizsgálatok alapján. Összehasonlító vizsgálatok Billroth I. és Billroth II. típusú műtétek eredményei között. Ringelhann Bélával, Szabó Lászlóval és Osváth Gáborral. (Orvosi Hetilap, 1960, 14.)
- Az insensibilis súlyvesztés vizsgálata sebészeti beteganyagon. (Az insensibilis súlyvesztés, mint a perspiratios vízvesztés indicatora). Czirbusz Györggyel, Tekeres Miklóssal. (Orvosi Hetilap, 1964, 50.)
- Bélfelszívódás paralitikus ileusban. Németh Csóka Mihállyal, Földi Imrével, Czirbusz Györggyel. (Az MTA Orvosi Tudományok Osztályának Közleményei, 1966)
- A cardia incontinentiáról. Berger Rezsővel. (Orvosi Hetilap, 1967, 41.)
- A vékonybél-struktúra és -funkció változásairól "paralytikus ileus"-ban. (Orvosi Hetilap, 1970, 23.)
- Tanulmányok a funkció és struktúra változásairól adynamikus ileusban. Doktori disszertáció. Budapest, 1975
- Az elsődleges májrák műtéti kezelése. Svastits Egonnal, Tóth Józseffel. (Orvosi Hetilap, 1975, 27.)
- A pancreas cystadenomájáról. Lengyel Zoltánnal, Bodó Miklóssal. (Orvosi Hetilap, 1978, 13.)

## Társasági tagságai
- Nemzetközi Sebész Társaság
- Európai Szív- és Érsebész Társaság
- Európai Gastroenterológiai Társaság
- Európai Rákkutató Társaság
- Magyar Sebész Társaság
- Magyar Onkológiai Társaság
- Korányi Sándor Társaság
- Magyar Gastroenterológiai Társaság

## Díjai, elismerései
- POTE Pro Universitate Emlékérem arany fokozata (posztumusz)